# Cultura di Jastorf

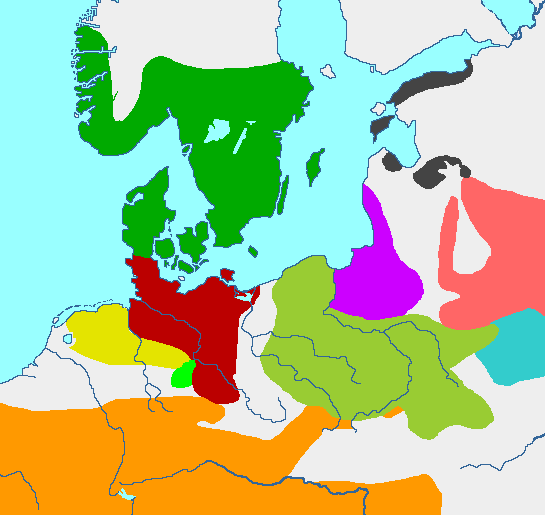
Prima parte dell'età del ferro:
- Età del bronzo scandinava
- Cultura di Jastorf
- Gruppo di Harpstedt-Nienburg
- Gruppi celtici
- Cultura pomeranica
- Cultura delle urne a forma di casa
- Cultura baltica orientale
- Cultura baltica occidentale
- Cultura di Milogrady
- Gruppi estoni (e forse anche baltici)

      - Età del bronzo scandinava
      - Cultura di Jastorf
      - Gruppo di Harpstedt-Nienburg
      - Gruppi celtici
      - Cultura pomeranica
      - Cultura delle urne a forma di casa
      - Cultura baltica orientale
      - Cultura baltica occidentale
      - Cultura di Milogrady
      - Gruppi estoni (e forse anche baltici)

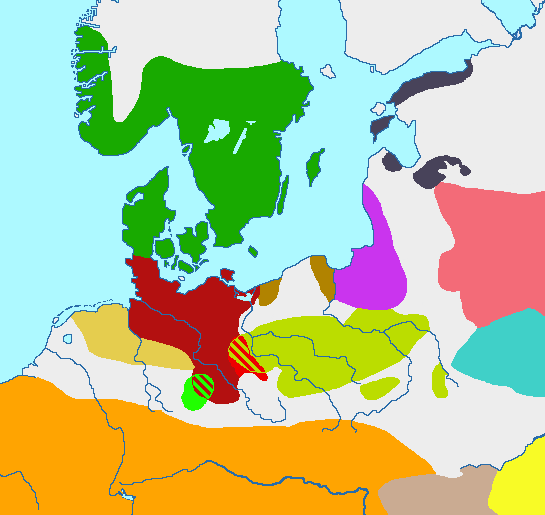
Tarda età del ferro pre-romana:
verde scuro - Gruppo nordico
rosso scuro - Tarda fase della cultura di Jastorf
ocra - Gruppo di Harpstedt-Nienburg
verde chiaro - Cultura delle urne a forma di casa
marrone scuro - Cultura di Oksywie
rosso chiaro - Gruppo Gubin di Jastorf
verde oliva - Cultura di Przeworsk
lilla - Cultura baltica occidentale
rosso pallido - Cultura baltica orientale
turchese - Cultura di Zarubynci
arancio - Celti

La cultura di Jastorf fu una cultura archeologica dell'età del ferro diffusa nell'attuale Germania settentrionale. Durò dal VI al I secolo a.C., dando vita alla parte meridionale dell'età del ferro pre-romana.

## Storia
La cultura si evolse dalla precedente età del bronzo scandinava, grazie all'influenza della cultura di Hallstatt, situata più a sud. Prende il nome da un sito archeologico presso il villaggio di Jastorf, in Bassa Sassonia (53°03′N 10°36′E). La cultura di Jastorf venne caratterizzata dall'intensivo uso della cremazione che portò alla formazione di grandi depositi di urne, e da collegamenti con l'età del bronzo scandinava. L'archeologia offre prove della cristallizzazione di un gruppo in termini di materiali usati, in cui l'impoverita età del bronzo continuava ad esercitare un'influenza culturale, e la cultura di Hallstatt era solo strumentale, con grandi migrazioni. Non è stato determinato un contributo linguistico omogeneo dei popoli settentrionali, mentre l'ipotesi di popoli proto-germanici emigrati dalla Danimarca è stata scartata dagli archeologi. La cultura di Jastorf si espanse a sud fino alla parte settentrionale delle provincie di Hallstatt. I cimiteri in Schleswig-Holstein, Meclemburgo, Pomerania Occidentale, a Brandeburgo e in Bassa Sassonia mostrano una continuità di utilizzo dall'età del bronzo alla cultura di Jastorf, ed oltre. Non è stato provato un contatto diretto con la cultura celtica, nonostante questi scambi culturali si siano avuti in seguito.
L'area occupata venne in un primo momento limitata alla parte settentrionale della Bassa Sassonia ed allo Schleswig-Holstein. In seguito mostrò un carattere molto espansivo (Wolfam 1999), arrivando fino all'Harz e raggiungendo la Turingia verso il 500 a.C., la Bassa Slesia ed il basso Reno, coprendo quindi le parti meridionale ed occidentale della Bassa Sassonia. Nella sua fase di maturazione la cultura di Jastorf occupò la parte settentrionale della Bassa Sassonia, (Landa di Luneburgo, bassa Elba) e venne contrastato dal gruppo chiamato Nienburg (o Harpstedt-Nienburg) ad occidente, posizionata lungo l'Aller ed il medio Weser, confinante con il Nordwestblock che la separava dalla cultura di La Tène a sud. Il gruppo di Nienburg ha caratteristiche molto simili alla culture celtiche, mostrando evidenti prove di contatto con le culture di Hallstatt e La Tène. Ritrovamenti archeologici isolati sono stati effettuati tra Berlino e Meclemburgo-Pomerania Anteriore.
Di solito i siti archeologici sono composti da tumuli, tombe piatte e tombe di Brandgruben. Esistono anche pochi e modesti oggetti sepolti nelle tombe, con la mancanza dei depositi di armi che caratterizzano le tombe del periodo delle migrazioni.

## Cronologia
La cronistoria del tempo può essere divissa come segue (i corrispondenti dell'Europa centrale tra parentesi):
- VI secolo a.C.: Jastorf A (Hallstatt D)
- V secolo a.C.: Jastorf B (La Tène A)
- 400-350 a.C.: Jastorf C (La Tène B)
- 350-120 a.C.: Ripdorf (La Tène C)
- 120-1 a.C.: Seedorf (La Tène D)

La parte più meridionale delle culture germaniche è stata recentemente datata alla parte finale dell'età del ferro pre-romana, in cui la scarsità di braccialetti di tipo tardo-La Tène in Turingia e nell'Assia nord-orientale ha portato ad ipotizzare movimenti delle popolazioni tra l'Elba centrale/regione del Saale, Meno-Franconia ed il versante nord delle Alpi. Questo movimento avrebbe permesso di espandere la cultura di Przeworsk.

## Interpretazioni
Precedentemente era ipotizzata l'origine della cultura di Jastorf da una migrazione proveniente dalla Danimarca e dalla Svezia meridionale. Questa tesi è stata superata. Più probabile - anche per via dei nomi delle acque (idronimia) - è un'origine tra Harz ed Eider. Esistono prove di un forte scambio culturale con la cultura celtica di La Tène. Intorno al 500 a.C., questa cultura raggiunse l'attuale Turingia, il Basso Reno e la Bassa Slesia. 
La cultura di Jastorf e il suo equivalente temporale nella precedente età del bronzo nordica sono considerate culture germaniche o pre-germaniche. L'età del bronzo nordica costituisce una cultura indipendente durante la contemporanea esistenza della cultura dei campi di urne. La Cultura di Urnfield settentrionale o Cultura di Tumuli era la cultura pre-germanica della tarda età del bronzo.